# Далмау, Луис

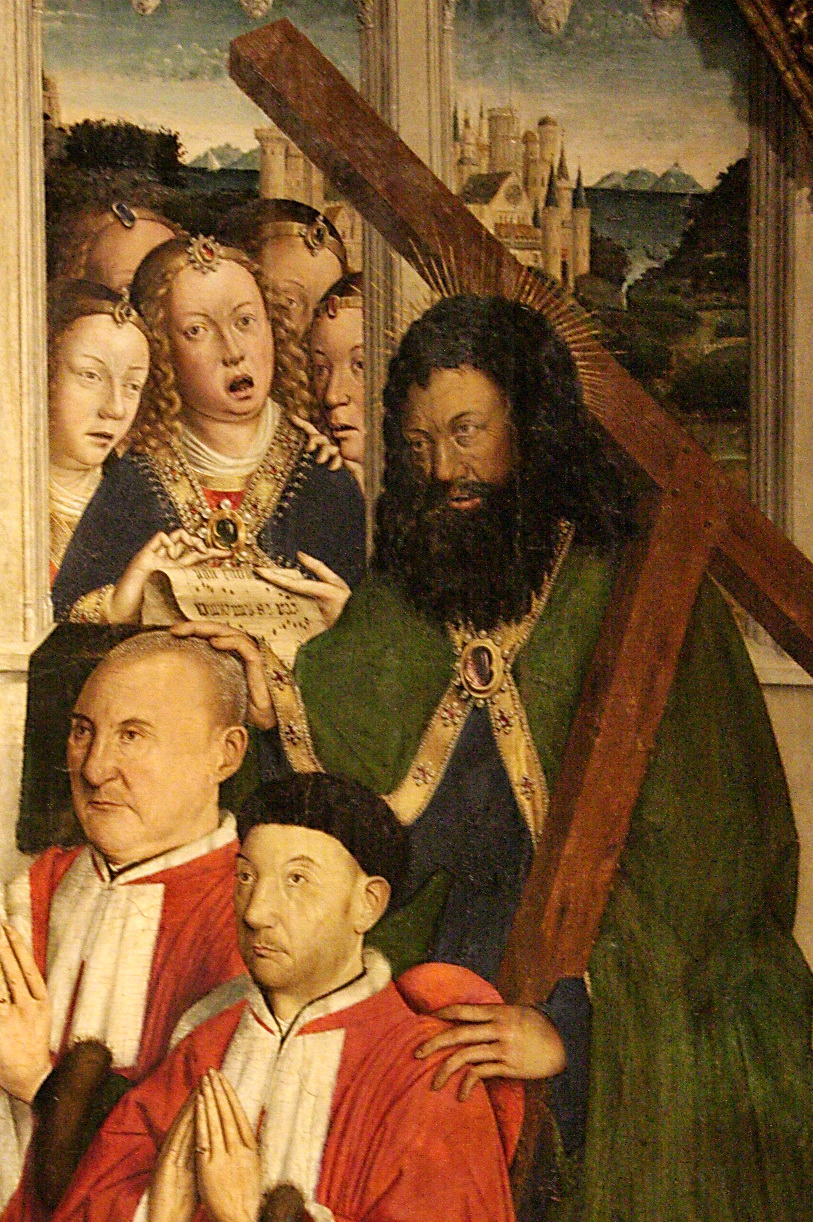
Мадонна на троне. Фрагмент. 1445. Национальный музей искусства Каталонии. Барселона

Луис Далмау (исп. Luis Dalmau, ок.1400, Валенсия — 1460, Барселона) — испанский (каталонский) художник эпохи поздней готики.

## Биография
Был придворным живописцем Альфонсо V. С его поручением в 1431—1436 посетил Фландрию, где познакомился с фламандской живописью, в частности — с работами Яна Ван Эйка. Это открытие оказало решающее воздействие на каталонское искусство, внеся в него фламандское влияние и технику живописи маслом.

## Наследие
Сохранилось лишь несколько работ, чья принадлежность Далмау подтверждается документами. Наиболее известная из них — Алтарный образ Богоматери, написанный для часовни городского совета Барселоны (так называемая Богоматерь Советников, 1443—1445).